# Championnats du monde de marathon (canoë-kayak) 2002
Navigation
Championnats du monde de marathon 2001 Championnats du monde de marathon 2003
Les 10e championnats du monde de marathon en canoë-kayak de 2002 se sont tenus à Zamora en Espagne, sous l'égide de la Fédération internationale de canoë.
La course a une distance de 35 kilomètres pour les séniors et 22 pour les juniors.

## Podiums

### Sénior

#### K1
| Rang               | Athlète                | Pays     | Temps               |
| ------------------ | ---------------------- | -------- | ------------------- |
| Médaille d'or      | Manuel Busto Fernández | Espagne  | 2 h 32 min 55 s 470 |
| Médaille d'argent  | Torsten Tranum         | Danemark | 2 h 32 min 56 s 050 |
| Médaille de bronze | Attila Jámbor          | Hongrie  | 2 h 32 min 56 s 660 |

| Rang               | Athlète             | Pays    | Temps               |
| ------------------ | ------------------- | ------- | ------------------- |
| Médaille d'or      | Elisabetta Introini | Italie  | 2 h 51 min 22 s 520 |
| Médaille d'argent  | Mara Santos Garcia  | Espagne | 2 h 51 min 28 s 060 |
| Médaille de bronze | Marianne Fjeldheim  | Norvège | 2 h 51 min 37 s 100 |

#### K2
| Rang               | Athlète                                     | Pays     | Temps               |
| ------------------ | ------------------------------------------- | -------- | ------------------- |
| Médaille d'or      | Eirik Veraas Larsen Nils Olav Fjeldheim     | Norvège  | 2 h 23 min 30 s 260 |
| Médaille d'argent  | Edwin de Nijs Dolph te Linde                | Pays-Bas | 2 h 23 min 31 s 520 |
| Médaille de bronze | Manuel Busto Fernández Julio Martinez Gomez | Espagne  | 2 h 23 min 33 s 160 |

| Rang               | Athlète                             | Pays      | Temps               |
| ------------------ | ----------------------------------- | --------- | ------------------- |
| Médaille d'or      | Kornelia Szonda Renata Csay         | Hongrie   | 2 h 34 min 58 s 040 |
| Médaille d'argent  | Anett Schuck Wiebke Pontzen         | Allemagne | 2 h 41 min 31 s 960 |
| Médaille de bronze | Barbara Przybylska Marzana Michalak | Pologne   | 2 h 41 min 33 s 110 |

#### C1
| Rang               | Athlète               | Pays     | Temps               |
| ------------------ | --------------------- | -------- | ------------------- |
| Médaille d'or      | Pavel Bednár          | Tchéquie | 2 h 57 min 18 s 710 |
| Médaille d'argent  | Lionel Dubois-Dunilac | France   | 2 h 57 min 20 s 480 |
| Médaille de bronze | Pedro Areal Abreu     | Espagne  | 2 h 58 min 44 s 930 |

#### C2
| Rang               | Athlète                        | Pays     | Temps               |
| ------------------ | ------------------------------ | -------- | ------------------- |
| Médaille d'or      | Edvin Csabai Attila Györe      | Hongrie  | 2 h 45 min 47 s 280 |
| Médaille d'argent  | Viktor Jirasky Jan Machac      | Tchéquie | 2 h 46 min 25 s 940 |
| Médaille de bronze | Zsolt Gilanyi Gabor Kolozsvari | Hongrie  | 2 h 46 min 28 s 590 |

### Junior

#### K1
| Rang               | Athlète           | Pays           | Temps           |
| ------------------ | ----------------- | -------------- | --------------- |
| Médaille d'or      | Cyrille Carré     | France         | 1 h 39 min 00 s |
| Médaille d'argent  | Clinton Pretorius | Afrique du Sud | 1 h 39 min 39 s |
| Médaille de bronze | Lasse Nielsen     | Danemark       | 1 h 40 min 56 s |

| Rang               | Athlète               | Pays     | Temps           |
| ------------------ | --------------------- | -------- | --------------- |
| Médaille d'or      | Berenike Faldum       | Hongrie  | 1 h 50 min 27 s |
| Médaille d'argent  | Birgit Pontoppidan    | Danemark | 1 h 51 min 41 s |
| Médaille de bronze | Victoria Fraile Lopez | Espagne  | 1 h 52 min 29 s |

#### K2
| Rang               | Athlète                                        | Pays     | Temps           |
| ------------------ | ---------------------------------------------- | -------- | --------------- |
| Médaille d'or      | Lasse Nielsen Knud Kragh                       | Danemark | 1 h 32 min 59 s |
| Médaille d'argent  | Zoltán Gál Gergely Szigeti                     | Hongrie  | 1 h 33 min 00 s |
| Médaille de bronze | Raimundo García Acosta Alberto Rodríguez Valle | Espagne  | 1 h 33 min 01 s |

| Rang               | Athlète                    | Pays    | Temps           |
| ------------------ | -------------------------- | ------- | --------------- |
| Médaille d'or      | Diana Bartha Reka Abraham  | Hongrie | 1 h 45 min 14 s |
| Médaille d'argent  | Anikó Berecz Zita Gáspár   | Hongrie | 1 h 46 min 03 s |
| Médaille de bronze | Monika Pajak Diana Jarczok | Pologne | 1 h 46 min 49 s |

#### C1
| Rang               | Athlète               | Pays    | Temps           |
| ------------------ | --------------------- | ------- | --------------- |
| Médaille d'or      | Mathieu Beugnet       | France  | 1 h 52 min 42 s |
| Médaille d'argent  | Roberto Rivas Hurtado | Espagne | 1 h 53 min 03 s |
| Médaille de bronze | Péter Kosdi           | Hongrie | 1 h 53 min 04 s |

## Tableau des médailles
| Rang  | Nation    | Or | Argent | Bronze | Total |
| ----- | --------- | -- | ------ | ------ | ----- |
| 1     | Hongrie   | 2  | 0      | 2      | 4     |
| 2     | Espagne   | 1  | 1      | 2      | 4     |
| 3     | Tchéquie  | 1  | 1      | 0      | 2     |
| 4     | Norvège   | 1  | 0      | 1      | 2     |
| 5     | Italie    | 1  | 0      | 0      | 1     |
| 6     | Allemagne | 0  | 1      | 0      | 1     |
| -     | France    | 0  | 1      | 0      | 1     |
| -     | Pays-Bas  | 0  | 1      | 0      | 1     |
| -     | Danemark  | 0  | 1      | 0      | 1     |
| 10    | Pologne   | 0  | 0      | 1      | 1     |
| Total | Total     | 6  | 6      | 6      | 18    |